# Christian Brennan
Christian Brennan (ur. 27 marca 1995) – kanadyjska lekkoatletka specjalizująca się w biegach sprinterskich. 
W 2011 zdobyła trzy medale mistrzostw świata juniorów młodszych. Medalistka mistrzostw Kanady oraz mistrzostw NCAA.
Rekordy życiowe: bieg na 200 metrów – 23,43 (7 sierpnia 2011, Ottawa); bieg na 400 metrów – 52,12 (8 lipca 2011, Lille Metropole). 

## Osiągnięcia
| Rok  | Impreza                               | Miejsce         | Konkurencja             | Pozycja    | Wynik   |
| ---- | ------------------------------------- | --------------- | ----------------------- | ---------- | ------- |
| 2011 | Mistrzostwa świata juniorów młodszych | Lille Metropole | bieg na 200 metrów      | 2. miejsce | 23,47   |
| 2011 | Mistrzostwa świata juniorów młodszych | Lille Metropole | bieg na 400 metrów      | 2. miejsce | 52,12   |
| 2011 | Mistrzostwa świata juniorów młodszych | Lille Metropole | sztafeta szwedzka       | 3. miejsce | 2:05,72 |
| 2014 | Mistrzostwa świata juniorów           | Eugene          | bieg na 400 metrów      | 7. miejsce | 54,15   |
| 2014 | Mistrzostwa świata juniorów           | Eugene          | sztafeta 4 × 400 metrów | 4. miejsce | 3:33,17 |